# Friedrich Haeffner

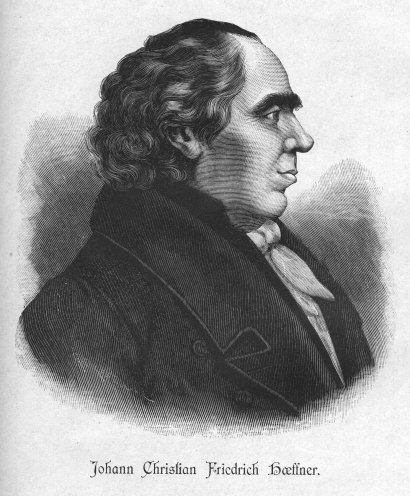
Johann Christian Friedrich Haeffner

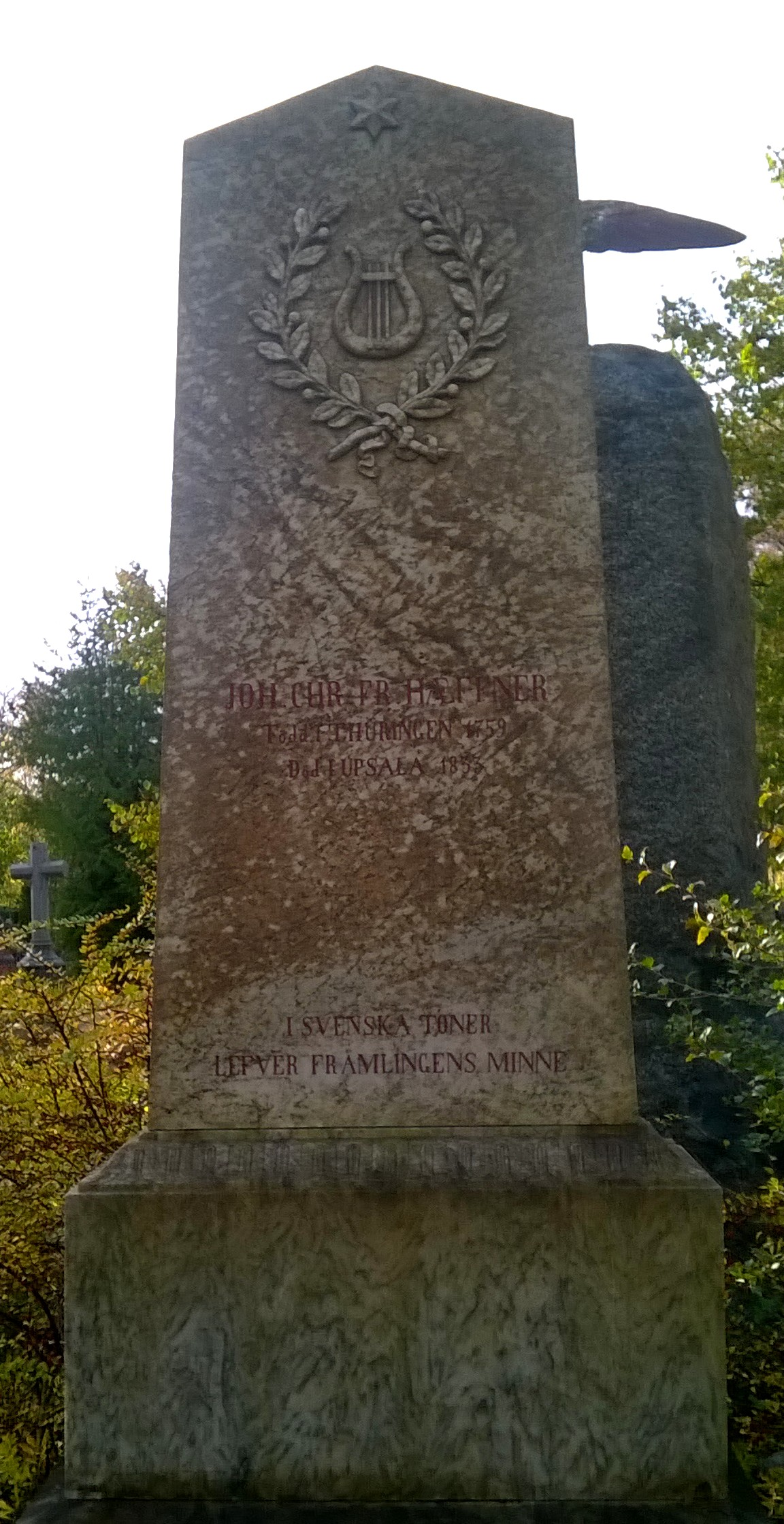
Haeffners Grabmal in Uppsala

Johann Christian Friedrich Haeffner (* 2. März 1759 in Oberschönau; † 28. Mai 1833 in Uppsala) war ein schwedischer Komponist deutscher Herkunft.

## Biografie
Friedrich Haeffner erhielt seine erste musikalische Ausbildung bei dem Schmalkaldener Organisten Johann Gottfried Vierling. Ab 1776 studierte er in Leipzig, von 1778 bis 1780 wirkte er als Dirigent in Frankfurt am Main und Hamburg. Als er danach bei der Berliner Kapelle arbeitete, wurde ihm eine Anstellung als Organist der Kirche St. Gertrud (Deutsche Gemeinde) in Stockholm angeboten, 1781 ging er nach Stockholm. 1783 wurde er am Königlichen Theater angestellt, wo er 1783 assistierender, 1793 stellvertretender und 1795 erster Hofkapellmeister wurde.
1808 ging er als Director musices (Musikdirektor) an die Universität Uppsala, er übernahm 1820 außerdem das Amt des Domorganisten am Dom zu Uppsala.
1808 komponierte er das Lied Under Svea banér. Später schrieb er viele Lieder für vier Männerstimmen und wurde zum Schöpfer der Tradition des Nordischen Studentengesanges (Nordiska studentsångens fader).
Haeffner komponierte außerdem drei Opern, Bühnenmusiken, eine Messe, Lieder mit Klavierbegleitung, das Choralbuch der schwedischen Kirche 1819 und zu diesem gehörende Präludien 1822. Bekannt wurde sein Oratorium Försonaren på Golgatha („Der Erlöser auf Golgatha“) 1809.

## Werke
- Den svartsjuke sin egen rival, eller Sängkammareko (Eifersucht ist ihre eigene Rivalin oder Das Echo im Schlafzimmer), Bühnenmusik, 1784
- Electra, Oper, Libretto von Adolf Fredrik Ristell nach Nicolas François Guillard, 1787
- Alcides’ inträde i världen (Alcides’ Eintritt in die Welt), Oper in einem Akt, Libretto von Abraham Niclas Edelcrantz 1793
- Renaud, Oper, Libretto von N.B. Sparrschöld nach Torquato Tasso 1801
- Arien zu Äfventyraren (Abenteurer) von Johan Magnus Lannerstjerna und zu Eremiten nach August von Kotzebue